# Iouri Alexandrovitch Garnaïev

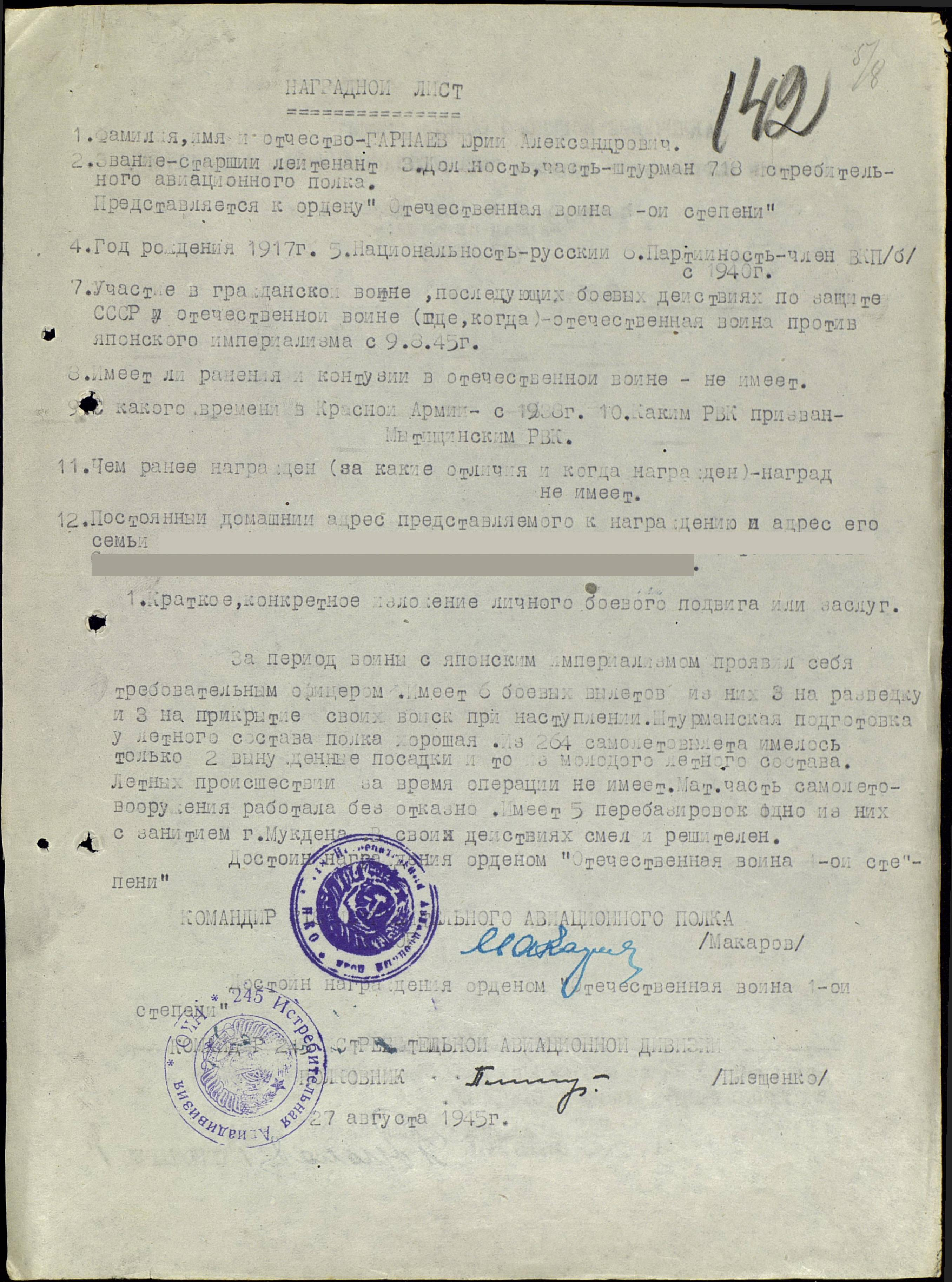
Feuille de récompense pour Garnaïev de 1945

Iouri Alexandrovitch Garnaïev (en russe : Юрий Александрович Гарнаев), né le 17 décembre 1917 à Balachov dans l'oblast de Saratov, en Russie, et mort le 6 août 1967 au Rove (Bouches-du-Rhône), était un aviateur soviétique. Pilote d'essai de nombreux prototypes, Héros de l'Union soviétique, il est mort en service aérien commandé en France en luttant contre un feu de forêt.